# 1998년 동계 올림픽 스피드스케이팅
제18회 동계 올림픽 스피드스케이팅은 1998년 2월 8일부터 2월 20일까지 일본 나가노의 M-웨이브에서 열렸다.